# Balkan Brass
Balkan Brass  ili Romska puhačka glazba naziv za žanr puhačku glazbu
koja je osobito poznata u južnoj Srbiji i Makedoniji kao i u dijelovima Rumunjske kao i Bugarske. U Srbiji je široko rasprostranjen naziv Bleh Muzika.
Korijeni sežu u 19. stoljeće kad se nastala iz austrijske i turske vojne glazbe i romske folklorne glazbe u Srbiji. Posjeduje i utjecaje iz drugih glazbenih žanrova, kao što su z. B. Klezmer.
Filmovi Emira Kusturice predstavili su tu vrstu glazbe široj svjetskoj javnosti.
Poznati glazbenici su:
- Boban i Marko Marković
- Goran Bregović
- Original Kocani Orkestar
- Fanfare Ciocărlia
- Sandy Lopicic Orkestar

## Vanjske poveznice
Guča-Festival